# Municipio de Richland (condado de Desha)
El municipio de Richland (en inglés: Richland Township) es un municipio ubicado en el condado de Desha en el estado estadounidense de Arkansas. En el año 2010 tenía una población de 343 habitantes y una densidad poblacional de 3,06 personas por km².

## Geografía
El municipio de Richland se encuentra ubicado en las coordenadas 33°46′45″N 91°16′45″O / 33.77917, -91.27917. Según la Oficina del Censo de los Estados Unidos, el municipio tiene una superficie total de 111.97 km², de la cual 111,23 km² corresponden a tierra firme y (0,66 %) 0,74 km² es agua.

## Demografía
Según el censo de 2010, había 343 personas residiendo en el municipio de Richland. La densidad de población era de 3,06 hab./km². De los 343 habitantes, el municipio de Richland estaba compuesto por el 90,67 % blancos, el 5,25 % eran afroamericanos, el 0,87 % eran amerindios, el 2,33 % eran de otras razas y el 0,87 % eran de una mezcla de razas. Del total de la población el 2,33 % eran hispanos o latinos de cualquier raza.